# Slammiversary XIV
Slammiversary (2016) est un pay-per-view (PPV) de catch professionnel produit par la Total Nonstop Action Wrestling (TNA). Il se déroula le 12 juin 2016 dans l'enceinte de l'Impact Zone à Orlando en Floride. C'est le douzième événement de la chronologie Slammiversary.
Neuf combats de catch professionnel sont sur la carte de ce pay-per view. Le main event fut un match entre Lashley et Drew Galloway que Lashley remporta par soumission pour remporter le TNA World Heavyweight Championship.

## Résultats
| No.                                                                                 | Résultats | Stipulations                                               | Durée |
| ----------------------------------------------------------------------------------- | --- | ---------------------------------------------------------- | ----- |
| 1D                                                                                  | Mandrews bat Paredyse                                                                                            | Match simple                                               | 07:07 |
| 2                                                                                   | Eddie Edwards bat Trevor Lee (c), Andrew Everett et DJZ                                                          | Four-way match pour le TNA X Division Championship         | 10:12 |
| 3                                                                                   | The Tribunal (Baron Dax & Basile Baraka) (avec Al Snow) bat Grado et Mahabali Shera                              | Tag Team match                                             | 07:39 |
| 4                                                                                   | Sienna (avec Allie et Maria) bat Gail Kim et Jade (c)                                                            | Three-way match pour le TNA Knockouts Championship         | 08:11 |
| 5                                                                                   | James Storm bat Braxton Sutter                                                                                   | Match simple                                               | 07:06 |
| 6                                                                                   | Eli Drake (c) bat Bram                                                                                           | Match simple pour le TNA King of the Mountain Championship | 08:36 |
| 7                                                                                   | Ethan Carter III bat Mike Bennett (avec Maria)                                                                   | Match simple                                               | 15:01 |
| 8                                                                                   | Jeff Hardy bat Matt Hardy                                                                                        | Full Metal Mayhem match                                    | 17:08 |
| 9                                                                                   | Decay (Abyss et Crazzy Steve) (c) (avec Rosemary) battent The BroMans (Jessie Godderz et Robbie E) (avec Raquel) | Tag Team match pour les TNA World Tag Team Championships   | 10:00 |
| 10                                                                                  | Lashley bat Drew Galloway (c)                                                                                    | Match simple pour le TNA World Heavyweight Championship    | 17:04 |
| - (c) – fait référence aux champion(s) - D – indique que le match est un dark match | |                                                            |       |